# Adénosine-désaminase 2
An Error has occurred retrieving Wikidata item for infobox
L'adénosine-désaminase 2, ou ADA2, est une enzyme du métabolisme des purines. Son gène est le CECR1 (« Cat eye syndrome critical region protein 1 ») situé sur le chromosome 22 humain

## Rôles
Il s'agit de l'une des adénosine désaminases permettant la transformation d'adénosine en inosine et de la 2′-désoxyadénosine en 2′-désoxyinosine.
Elle participe à la différenciation des monocytes en macrophages et stimule la multiplication des lymphocytes T auxiliaires.

## Pathologie
Son déficit entraîne une maladie comportant des accidents vasculaires cérébraux précoces ainsi qu'une vascularite de type périartérite noueuse.
Une expression trop importante du gène donne, au contraire, le syndrome des yeux de chat.